# Sherlock Holmes: Consulting Detective
Sherlock Holmes: Consulting Detective is een interactieve film in Full Motion Video van ICOM Simulations. Het spel kwam oorspronkelijk uit in 1991 voor FM Towns. Later werd het geporteerd naar DOS, Apple Macintosh, Commodore CDTV, TurboGrafx-16 en Sega Mega-CD. Voor deze platformen kwam het spel uit op cd-rom. In 1999 werd het spel heruitgebracht op dvd waarop het op elke standaard dvd-speler kon worden gespeeld. Op 18 september 2012 kwam het spel nogmaals uit in high definition voor iPad, Windows en OS X.

## Spelbesturing
Bij de start van elke zaak wordt een kort filmfragment getoond waar Sherlock Holmes en John H. Watson een afspraak hebben met de opdrachtgever waar achtergrondinformatie wordt gegeven over het criminele feit. Vervolgens dient de speler diverse plaatsen te bezoeken en verschillende personen te ondervragen. Ook in de dagelijkse edities van de "London Newspaper" staan diverse tips. Ook dienen de Baker Street Irregulars ingeschakeld te worden voor bijkomend onderzoek.
Uiteindelijke bedoeling van elke zaak is om deze in een zo kort mogelijke tijd op te lossen. Zodra de speler denkt over voldoende bewijzen te bezitten, dient hij naar de rechtszaal te gaan. Daar zal de rechter hem diverse vragen stellen die al dan niet leiden tot arrestatie van de verdachte. Indien de rechter Sherlock Holmes gelijk geeft, wordt nog een eindfragment getoond waar Watson en Jones een nabespreking doen. Dan geeft Dr. Watson de speler nog een score die gebaseerd is op de totale tijd die nodig was om de zaak op te lossen.

## Zaken

### The Mummy's Curse
Holmes en Watson worden ingeschakeld om een reeks van mysterieuze moorden op te lossen: drie mannen, die deel uitmaakten van een archeologische trip naar Egypte, werden dood teruggevonden. Elk van hen werd gewurgd met een doek dat ook gebruikt wordt om mummies in te wikkelen. Volgens "London Times" hebben de drie mannen in Egypte een oude mummie op de een of andere manier doen reïncarneren. Dit bericht leidt tot een massahysterie. Holmes en Watson nemen de zaak aan om de ware achtergrond naar boven te brengen. Daarbij komt dat de eerste man in Londen werd vermoord, de tweede in Egypte en de derde op zee.

### The Tin Soldier
Een oude generaal wordt thuis vermoord teruggevonden. Het enige dat men weet, is dat een vreemde persoon in het huis werd opgemerkt toen deze trachtte te vluchten. Een persoonsbeschrijving kan men niet geven. Holmes en Watson onderzoeken of de zaak te maken heeft met "Veteran Tontine", een boek dat de generaal aan het schrijven was betreffende een missende diamant, een mislukt huwelijk of een ander diep geheim uit zijn verleden.

### The Mystified Murderess
Francis Nolan wordt in een Londense hotelkamer gevonden. Ze heeft een pistool in haar armen en haar minnaar Guy Clarendon is dood. Ze wordt schuldig bevonden aan moord. Echter kan Francis zich niets meer herinneren van de feiten. Zelf beweert ze dat ze onschuldig is. Holmes en Watson onderzoeken de zaak en komen al snel te weten dat Guy een duister verleden heeft.

## Platforms
| Jaar | Platform                           |
| ---- | ---------------------------------- |
| 1991 | CDTV, DOS, FM Towns, TurboGrafx CD |
| 1992 | Macintosh, Mega-CD                 |
| 1999 | Dvd                                |
| 2012 | iOS, Windows, OS X                 |

## Ontvangst
| Beoordeeld door                 | Jaar | Platform      | Score |
| ------------------------------- | ---- | ------------- | ----- |
| Sega Force                      | 1993 | Mega-CD       | 78%   |
| Electronic Gaming Monthly (EGM) | 1991 | TurboGrafx CD | 75%   |
| PC Games (Duitsland)            | 1993 | DOS           | 70%   |
| TurboPlay                       | 1991 | TurboGrafx CD | 70%   |
| Just Adventure                  | 2003 | DOS           | 67%   |
| Power Play                      | 1992 | DOS           | 60%   |
| All Game Guide                  | 1998 | Mega-CD       | 50%   |
| Defunct Games                   | 2005 | Mega-CD       | 35%   |
| Sega-16.com                     | 2007 | Mega-CD       | 30%   |
| The Video Game Critic           | 2013 | Mega-CD       | 16%   |